# Vinnie Duyck
Vincent „Vinnie“ Duyck ist ein US-amerikanischer Theater- und Filmschauspieler, Filmregisseur, Drehbuchautor, Filmeditor, Filmproduzent und Synchronsprecher.

## Leben
Duyck stammt aus Portland, Oregon, wo er auf der Milchfarm seiner Eltern aufwuchs. Nach dem College zog Vinnie nach Wellington, Neuseeland, wo er anderthalb Jahre lebte, bevor er nach Portland zurückkehrte. Er erhielt eine Ausbildung in Stimmbildung am Portland Actors Conservatory sowie im Acton durch diverse Hörspiel-, Sketch- und Voice-Over-Gigs. Er sprach Radiowerbung ein und ist auch als Synchronsprecher tätig. Nach seinem dortigen Abschluss spielte er ein Jahr lang im Improvisationstheater in Portland. Er zog später nach Los Angeles, wo er ein komödiantisches Improvisationstraining am Upright Citizens Brigade Theatre absolvierte. Wenig später gründete er die Sketchgruppe onewordnocaps.
Sein Schauspieldebüt gab Duyck 2011 im Kurzfilm The Light und dem Spielfilm Sister Mary’s Angel. 2012 war er im Fernsehspezial AMC Fearfest als Zoologe zu sehen und gehörte zum Hauptcast. 2014 stellte er die größere Rolle des Ben Dawson im Film The Secret Children dar. Im selben Jahr spielte er im Film Among Ravens – Jede Familie hat ihre Geheimnisse die größere Rolle eines Taxifahrers. Im Folgejahr wirkte er in der Rolle des Josh Davis im Film The Magician's Son mit. 2018 war er in Attack from the Atlantic Rim 2 – Metal vs. Monster in der Rolle des Greene zu sehen. 2019 spielte er in insgesamt sechs Episoden der Fernsehserie iLove die Rolle des Greg.
Seit Mitte der 2010er Jahre tritt er auch als Filmschaffender in verschiedenen Funktionen, überwiegend an Kurzfilmen, in Erscheinung.

## Filmografie (Auswahl)

### Schauspiel
- 2011: The Light (Kurzfilm)
- 2011: Sister Mary’s Angel
- 2012: The Obtainer (Fernsehfilm)
- 2012: Lights Out (Kurzfilm)
- 2012: AMC Fearfest (Fernsehspezial)
- 2013: Men at Work (Fernsehserie, Episode 2x01)
- 2013: Arrested Development (Fernsehserie, Episode 4x07)
- 2013: Space Shuttle Atlantis: Pre-Show (Kurzfilm)
- 2013: Five Thirteen
- 2013: The 5 Rules to Being an Imaginary Friend (Kurzfilm)
- 2013: Spread (Fernsehfilm)
- 2013: Perdido (Kurzfilm)
- 2014: The Secret Children
- 2014: Tolkien's Road (Kurzfilm)
- 2014: 9 to 5 Feet Under (Kurzfilm)
- 2014: Among Ravens – Jede Familie hat ihre Geheimnisse (Among Ravens)
- 2014: It's a Wonderful Wonderful Life (Kurzfilm)
- 2014: High Stakes (Kurzfilm)
- 2015: Shore and Sands (Fernsehfilm)
- 2015: The Ladies (Fernsehfilm)
- 2015: The Orange (Kurzfilm)
- 2015: The Magician's Son
- 2015: M4M: Measure for Measure
- 2015: Wind Walkers – Jagd in den Everglades (Wind Walkers)
- 2015: Zombie Game Night (Kurzfilm)
- 2016: Arkippiana (Fernsehkurzfilm)
- 2016: The Tour
- 2016: Star Trek: Bed, Bath & Beyond (Kurzfilm, Sprechrolle)
- 2017: Palewatch (Kurzfilm)
- 2018: Attack from the Atlantic Rim 2 – Metal vs. Monster (Atlantic Rim: Resurrection)
- 2018: Proxy Kill
- 2018: Sirens & Serenity (Kurzfilm)
- 2019: iLove (Fernsehserie, 6 Episoden)
- 2019: Narcoleptics (Kurzfilm)
- 2020: Man with A Van (Fernsehserie, Episode 1x06)
- 2021: Murder in the Heartland (Fernsehdokuserie, Episode 3x12)
- 2021: Danny Doom

### Regie
- 2014: It's a Wonderful Wonderful Life (Kurzfilm)
- 2015: Zombie Game Night (Kurzfilm)
- 2016: Star Trek: Bed, Bath & Beyond (Kurzfilm)
- 2017: Palewatch (Kurzfilm)
- 2018: Finger Pointing (Kurzfilm)
- 2019: Narcoleptics (Kurzfilm)

### Drehbuch
- 2014: It's a Wonderful Wonderful Life (Kurzfilm)
- 2015: Fifty Shades of Felt (Kurzfilm)
- 2015: Zombie Game Night (Kurzfilm)
- 2017: Palewatch (Kurzfilm)
- 2018: Finger Pointing (Kurzfilm)

### Filmschnitt
- 2014: It's a Wonderful Wonderful Life (Kurzfilm)
- 2015: Fifty Shades of Felt (Kurzfilm)
- 2015: Zombie Game Night (Kurzfilm)
- 2017: Palewatch (Kurzfilm)

### Produktion
- 2016: Star Trek: Bed, Bath & Beyond (Kurzfilm)
- 2017: Palewatch (Kurzfilm)
- 2017: Dr. Horrible's Unofficial Sing-Along Sequel (Kurzfilm)

## Theater (Auswahl)
- Living Out, Portland Actors Conservatory
- The Blue Room, Portland Actors Conservatory
- Servant of Two Masters, Pacific University
- Break, Lambda Theater
- The Sound & the Furry, Second City Hollywood and Various LA Venues